# 조니 마티스
조니 마티스(Johnny Mathis, 1935년 9월 30일 ~ )는 미국의 가수다.